# Pavel Kogan (chef d'orchestre)
Pour les articles homonymes, voir Pavel Kogan (homonymie).
Pavel Leonidovitch Kogan (en russe : Павел Леонидович Коган) (Moscou, 6 juin 1952 ) est un violoniste et chef d'orchestre russe qui dirige actuellement le Moscow State Symphony Orchestra.
Pavel Kogan est le fils des deux fameux violonistes Leonid Kogan et Elizabeth Gilels (sœur du pianiste Emil Gilels). Après avoir étudié avec Youri Yankelevich au Conservatoire de Moscou, Pavel Kogan a obtenu le 1er prix du Concours international de violon Jean Sibelius à Helsinki à  l'âge de 18 ans.
Son fils Dmitri Kogan est violoniste.

## Enregistrements
Comme violoniste :
- Joseph Haydn Concerto no 1 pour violon et orchestre. Mozart : Concerto no 5 pour violon et orchestre en la majeur KV219 (LP Melodiya)

Comme chef d'orchestre :
- Sergueï Rachmaninov : Symphonie no 3, Danses symphoniques. Moscow State Symphony Orchestra (Alto)